# Akropolistoren
Akropolistoren dan wel Akropolis is een appartementencomplex in Amsterdam.
Het werd ontworpen door architectenbureau Studioninedots voor de noordwestpunt van de Sportheldenbuurt op het Zeeburgereiland. Zij wilde middels de opbouw van het complex een overgang maken tussen de stadse bebouwing en het wijde IJmeer, tegelijkertijd geeft het een overgang tussen de drukke verkeersweg Zuiderzeeweg over Amsterdamsebrug en Schellingwouderbrug en de rustige lucht erboven. Het geheel is opgetrokken op een parkeergarage die op souterrainniveau is aangelegd. Naar boven toe neemt het aantal woningen per verdieping af (taps met terugspringende gevel), zodat een doorkijk ontstaat voor de aldaar gebouwde woningen. De torenflat telt veertien verdiepingen met in totaal 86 huurappartementen op een rechthoekige bijna vierkante plattegrond en staat aan de ringgracht rondom de wijk. De bodem was dermate slap, dat gebruik gemaakt moest worden van zeer lange heipalen, zoals weergegeven in het nabijgebouwde kunstwerk Het palenhuis van Piet van Wijk laat zien. De torenflat is speciaal gebouwd voor 55-plussers (praktijk was dat er 70-plussers introkken), waarbij overleg tussen woningbouwvereniging de Alliantie, Vereniging Akropolis Amsterdam (VVA) en het architectenbureau tot het uiteindelijke resultaat leidde. Zo zijn er liften en ontbreken drempels als ook andere mogelijke obstakels voor mensen die slecht ter been of rolstoelgebruikers zijn. Het geheel is gebouwd rondom een kern waaromheen de appartementen zijn gesitueerd; de één heeft een balkon, de ander weer niet; ze lijken willekeurig tegen de gevels geplaatst te zijn (gestrooid). Zo heeft bijna iedereen (het is het hoogste gebouw van de wijk) uitzicht over specifieke delen van de omgeving, tot aan Pampus en Pontsteigergebouw aan toe. Het overleg met de vereniging zorgde ervoor dat bewoners zelf het beheer voert, waarbij onderlinge hulp op prijs wordt gesteld in “het ouder worden”, een vorm van op humanistische idealen geschoeide samenwerking.  
Het gebouw kent een gemeenschappelijke benedenverdieping met het gebouw De Generaal (vernoemd naar Rinus Michels) van hetzelfde architectenbureau. De gebouwen werden in 2017 opgeleverd.
Aan de overzijde van de Zuiderzeeweg wordt vanaf 2020 gebouwd aan de Sluisbuurt. 